# جامعة كانبيرا
جامعة كانبيرا (بالإنجليزية: University of Canberra)‏ هي جامعة عامة في أستراليا تأسست عام 1967. تقع في مدينة كانبيرا.

## إحصائيات
يبلغ عدد طلاب الجامعة 13,000 طالب.

## وصلات خارجية
- الموقع الرسمي